# Mednarodne brigade
Mednarodne brigade (uradni španski naziv Voluntarios Internacionales de la Libertad; Mednarodni prostovoljci svobode; tudi internacionalne brigade) je bil naziv za vojaške enote tujcev, ki so se borili na republikanski strani med špansko državljansko vojno (1936-1939). Sprva so bile mednarodne brigade sestavljene izključno iz tujcev, toda zaradi prevelikih izgub in pomanjkanja novih prostovoljcev so kmalu začeli vključevati tudi Špance.
Mednarodne brigade je sestavljalo okoli 40.000 tujcev iz 54 držav. Vse brigade so bile pod komunističnim nadzorom in imele so lastne politične komisarje. Vsi nekomunisti, ki so hoteli vstopiti v mednarodne brigade, so morali prestati zaslišanje s strani NKVDja. Prav zaradi tega so nekateri tuji prostovoljci raje vstopali v vrste anarhistov oz. v milice.
Danes zmotno velja prepričanje, da so bile mednarodne brigade edine organizacije tujcev, ki so sodelovali v španski državljanski vojni. Mednarodne brigade so bile tako najštevičnejše take enote, ki so bile sestavljene kot pehotne enote (večina prostovoljcev ni imela zadovoljivega vojaškega znanja), medtem ko so bili nekateri tujci, ki so bili primerno predhodno izobraženi (pripadniki oboroženih sil) premeščeni v bolj ustrezne španske enote (predvsem v vojno letalstvo, oklepne enote, vojno mornarico, ...). Nekateri tujci (predvsem vojaški piloti) pa so prišli v Španijo kot najemniki, saj jim je španska republikanska vlada obljubila mesečno plačo 1.500 ameriških dolarjev in denarno nagrado $1.000 za vsako sestreljeno letalo (večina tega denarja ni nikoli prejela in nekateri so tako zapustili Španijo).
Mednarodne brigade so bile uradno ustanovljene 23. septembra 1936 na ukaz obrambnega ministra Prieta. Po podpisu münchenskega sporazuma leta 1938 je takratni predsednik vlade, Juan Negrín, izdal 21. septembra 1938 ukaz, s katerim je zapovedal umik vseh tujih pripadnikov španske republikanske vojske in drugih paravojaških enot iz bojev ter posledično iz Španije. 15. januarja 1939 so Španijo zapustili zadnji mednarodni prostovoljci svobode.

## Zgodovina

### Ustanavljanje
Prva enota tujcev, ki so se borili na republikanski strani med špansko državljansko vojno, je bila Četa delavske olimpiade, ki so jo sestavljali športniki, ki so bili v Barceloni in so nameravali sodelovati na olimpijskih igrah antifašistične mladine, ki se naj bi začele 25. julija 1936, a niso bile izpeljane zaradi začetka vojne.
Kmalu zatem sta Kominterna in Internacionala izdali razglas o mednarodni pomoči španski republikanski vladi, v obliki komunističnih prostovoljcev iz tujine, ki bi odšli v Španijo. Vse republikanske stranke so toplo pozdravile prve prihode tujih prostovoljcev, toda nekatere stranke so nasprotovale ustanovitvi posebnih tujskih enot pod vodstvom le ene politične stranke. Najbolj so temu nasprotovali anarhisti, saj so se bali, da bo tako Komunistična partija Španije pridobila odločilno vojaško premoč v istočasno potekajoči španski revoluciji.
Že v oktobru 1936, ko je prišla v Španijo prva večja skupina 500 prostovoljcev, so se pojavile težave, ki so izhajale iz predhodno omenjenih političnih nesoglasij. Zaradi vse večjega komunističnega pritiska (posredno tudi Sovjetske zveze) je takratni predsednik vlade, Largo Caballero, dovolil ustanovitev takih enot, katerih pravni položaj pa še ni bil urejen.
Mednarodne brigade so bile uradno ustanovljene šele 22. oktobra 1936 na ukaz obrambnega ministra Prieta. S tem ukazom je bil rešen pravni položaj mednarodnih prostovoljcev in mednarodnih brigad. Mednarodne brigade so bile ustanovljene v skladu z istom zakonom, ki je dovoljeval obstoj Španske legije, ki pa je bila na strani nacionalistov. Vsi prostovoljci so 23. septembra 1937 tako podpisali pogodbo, v kateri je bilo določeno: zaveže se, da ostane do konca vojne, vsakih šest mesecev ima pravico do 13-dnevnega dopusta, lahko pridobi špansko državljanstvo (najmanj enoletno služenje) in ima po vojni pravico ostati v španskih oboroženih silah. Pripadnikom mednarodnih brigad je bilo prepovedano nošenje kakršnihkoli stranskarskih simbolov.
Največ prostovoljcev je prišlo iz oziroma preko Francije, saj sta si delile mejo, poleg tega pa je bila v Franciji močna komunistična partija Francije in tu je živelo tudi veliko komunističnih beguncev iz drugih držav (največ Italijanov). Internacionala je tako ukazala ustanovitev posebnih odborov v vseh državah članicah, ki so zbirale prostovoljce, denar, opremo, urejale pot do Španije,... Eno takih postojank v Parizu je vodil tudi Josip Broz Tito.

### Prvi boji - bitka za Madrid
Pohod nacionalistov na Madrid -
Glavni in najbolj krvavi začetni boji med republikanci in nacionalisti so potekali severno od Toleda, kje je Varelov afriški korpus začel svojo naslednjo fazo svojega pohoda na Madrid. Vsa Varelova fronta nacionalistov se je 15. oktobra 1936 pomaknila za petnajst kilometov naprej. Ta podor sta nato razširila še nacionalistična poveljnika Barron in Tella s svojimi četami. Republikanski major Domingo se je iz obupa ustelil. 17. oktobra je padlo cestno kižišče Illescas na pol poti med Toledom in Madridom ( približno 25 kilometrov od Madrida ). Predsednik republikanske vlade Largo Caballero je hotel po telefonu govoriti s komandantom mesta, a v njegovo grozo se mu je z drugega konca žice oglasil sam general Varela. Utrujeno republikansko vojsko so zahodno od Madrida politični komisarji prepričevali, da je ruska pomoč že na poti in s tem so borcem vsaj deloma povzdignili duha. Pri mestecu Chapineria je 6000 borcev - miličnikov prešlo v potinapad predrlo Castejonovo fronto in zjutraj 19. oktobra obkolilo Chapinerio. Toda nacionalistični poveljnik Castejon je na čelu svojih vojakov naredil izpad čez pokopališče, razbil obroč in republikansko zmago spremenil v svojo zmago. Naslednji dan so republikanci napadli pri Ilescasu. Njihov napad je vodil Asensio Torado, ki je bil malo prej povišan v generala. V boj je vrgel 15000 mož pod poveljstvom majorja Roja, Mena in Modesta. Glavnino teh sil je prepeljal na bojišče z avtobusi madridskega potniškega prometa. Nacionalistični poveljnik Barron, ki se je z Mavri in legionarji utrdil v Illescasu je s svojih položajev lahko opazoval to prevažanje.Republikani so mesto Illescas zasuli z granatami , nacionalisti pa so vrgli v boj Monasteijevo konjenico in Tellovo kolono, ki je prihitela iz Toleda. Tellov obkoljevalni manever se je spet posrečil in miličniške enote so se morale vrniti na svoje izhodiščne položaje. to se je dogajalo 23. oktobra in zadaj za fronto je še naprej dotekala nemška in italijanska pomoč nacionalistom.
Istega dne so v Španijo prispeli tudi prvi italijanski vojaki - infanteristi. Zdaj so v Madridu že lahko slišali grmeanje topov in ljudje so bili potlačeni. Republikanski predsednik Azana je menil , da je prestolnica izgubljena in se je zato umaknil v Barcelono, ne da bi vlado sploh obvestil o svojem odhodu. V Madridu sta ljudska fonta in anarhistična CNT ustanovili skupen odbor za preganjanje pete kolone. In tako se je spet sprostila morija, ki se je za nekaj časa že skoraj povsem polegla. Krivdo za poraz pri Illescasu so zlasti komunisti naprtili generalu Asensiu, toda general je imel srečo, kajti 24. oktobra je bil imenovan za podsekretarja v vojnem ministrstvu, poveljstvo nad centralno republikansko armado pa je prepustil generalu Pozasu. Istega dne so reaktivirali upokojenega generala Miaja - grešnega kozla za ponesrečeno kordovsko ofenzivo ter ga imenovali za komandanta Madrida, tako je zamenjal generala Castella, kateremu se je dokončno omračil um. Medtem se je položaj pred Madridom še bolj poslabšal. Monasterijeva nacionalistična konjenica je s ceste Toledo - Madrid zavila proti vzhodu, zavzela kraje Borox, Esquivias, Sesena in s tem ogrozila zveze med Madridom in Valencijo. V teh kitičnih dneh so ladje z rusko pomočjo še naprej plule proti Španiji. 25. oktobra so iz cartagenskega pistanišča izplule štiri sovjetske ladje in odnesle v Odeso glavnino španskih rezerv zlata, deloma kot jamščino za plačilo dotedanjih in prihodnjih pošiljk orožja, deloma pa zato, da zlato ne bi prišlo v roke upornikom - nacionalistom.
Obleganje Madrida - 
Bitka, ki se je začela 7. novembra zahodno od Madrida, sodi med najbolj nenavadne bitke v moderni zgodovini vojskovanja. Dobo opremljena armada, ki je štela le 20000 mož, v glavnem legionarjev in Marokancev, se je vojskovala s slabo oboroženo, a vendar orjaško velemestno množico. Napadalci so imeli nemške in italijanske tanke ter letala, branilci pa ruske. Ob zori je Varelovo topništvo nacionalistov začelo obstreljevati zahodni rob mesta. Hkrati je madridski radio zaukazal graditi barikade in delavske množice so odšle na fronto. Segovijski most na republikanski strani čez reko Manzares je zastražil ženski bataljon . Ženske so v pripravah na obrambo mesta igrale veliko vlogo in celo otroci so pomagali graditi barikade. Prvič so republikanski ruski lovci vzleteli proti nacionalističnim italijanskim in nemškim bombnikom. Toda nacionalistov ni zadržalo boljše orožje, marveč žilavi pripadniki milice, ki so izpolnjevali ukaz , da ni umika niti za ped. V razsežnem logu Casa de campo so nacionalisti, katerih cilj je bila vojašnica Montana, prišli le do vzpetine Garabitas, od koder se odpira čudovit pogled na Madrid. Nenehno so komandirji republikanskih enot prosili za dodatno municijo ali sporočali, da je polovica njihovih ljudi že padla. Nenehoma je general Miaja odgovarjal, da so okrepitve na poti. Iz glavnega štaba v kleti ministrstva za vojsko je izžareval duh odpora , ki ga je vzpodbujal ruski general Gorev. Vsekakor so ruski kakor tudi španski komunisti s svojo propagando in vodstvom veliko prispevali k uspešni obrambi Madrida. Zjutraj 8. novembra se je bitka znova vnela. Topništvo nacionalističnega generala Varela je zasulo z ognjem stavbe v univerzitetni četrti. Zvočniki v Madridu so vsaki dve minuti razglašali splošno mobilizacijo prebivalstva. V tem tenutku so po ulici Gran Via primaširali prvi oddelki mednarodnih brigad in v brezhibnem redu korakali na fronto. Zvečer je XI.mednarodna brigada s 1900 borci zasedla položaje. Bataljona Edgar Andre in Pariška komuna sta odšla na Casa de campo, na veliko in deloma s pritlikavim drevjem poraslo planjavo zahodno od mesta. Bataljon Dobrowski pa se je pri Villaverdu pridružil republikanskemu poveljniku Listru in republikanskemu elitnemu petem regimentu katerega so sestavljali španski komunisti. Komandant mednarodne bigade Kleber je prevzel komando nad vsemi republikanskimi enotami v univerzitetni četrti in na Casa de campo. Pripadniki mednarodne brigade so se pomešali med španske republikanske branitelje, da bi jim povzdignil moralo in jih poučili o steljanju. Poslej je bila nacionalistična afriška armada deležna stojničnega ognja, ki je bil enakovreden njenemu. V Madrid je 12. novembra pispela še druga XII. mednarodna brigada s 1600 borci. Ker nacionalistični general Varela na Casa de campo ni mogel nikamor naprej je 9. novembra prešel v napad na odseku Carabanchel. Tokrat to ni bil le navidezen napad. marokanci so se zapletli v težaven poulični boj in niso kaj prida napredovali. Zdaj je Kleber na Casa de campo zbral vse tri bataljone mednarodne brigade in zaukazal napad v varstvu večerne megle. Med klici » Naprej za revolucijo in svobodo » je brigada naskočila sovražnika. boj med bodičjem in gumovci je trajal vso noč in še zjutraj do 10. novembra. Na Casa de campo so nacionalisti obdržali le še grič Garbitas, toda tretjina XI. mednarodne brigade je padla. General Varela je zdaj zavrgel misel , da bi napadel Madrid direktno čez Casa de campo. V naselju Carabahanel v predmestju Madrida je krvava bitka še trajala. V vojaški bolnišnici je prišlo do bojev na nož. Občasni letalski napadi na Madid, trajajoči od začetka ofenzive so se okrepili. Zdaj so nacionalisti odmetavali zlasti zažigalne bombe, ki naj bi povzročile paniko. 12. novembra so voditelji madridske obrambe - Gorev, Kleber, Rojo in Miaja prišli do sklepa, da bo Franco z nacionalističnimi četami svoj naslednji napad usmeril proti cesti Madrid - Valencija. Iz tega vzroka so pravkar prispelo XII. mednarodno brigado poslali na ta sektor. Sočasno z XII. mednarodno brigado je prispel v Madrid tudi republikanski poveljnik anarhistične milice Durruti in z njim kolona 3000 oboroženih anarhistov. Durruti je hotel imeti lasten frontni odsek, da bi lahko dokazal sposobnost svojih fantov. Geneal Miaja je iz neprevidnosti privolil in je anarhistom prepustil odsek Casa de campo. Durotiju kateremu so za svetovalca dodelili makedonskega komunista Santija je dobil 15 . novemba ukaz naj preide v napad. Pri tej akciji je sodelovalo celotno republikansko topništvo in letalstvo. Toda ko je prišla ura za napad se je anarhistov polotil tolikšen strah pred strojnicami marokancev, da se niso hoteli bojevati. Durruti je besnel in za naslednji dan obljubil nov napad. Toda nacionalistični general Varela je brž doumel položaj in je zato prav tam s svojimi četami ponovno prešel v napad. Trikrat je kolona nacionalističnega poveljnika Asensija dosegla reko Manzares in trikrat je bila vržena nazaj. Končno pa si je polkovnik Asensio le piboil kos strmega rečnega brega in po hudem ognju iz topov in letal je dvema bataljonoma Mavrov in eni četi legionarjev uspelo prekoračiti reko. Anarhisti so zbežali in pot navzgor k univezitetnemu naselju je bila odpta. Napadalci so hitro preplezali vzpetine ter zasedli institut za arhitektuo in sosednje stavbe. Na prizorišče je prispela XI. mednarodna brigada in, da bi branila filozofsko - litererni institut. Medtem pa so čez plitvi Menzanares prihajale nove enote nacionalističnega afriškega kopusa. V univerzitetnem naselju se je začela krvava bitka. Splošni zmešnjavi se je pridruževal še jezikovni babilon, pogosto petje in psovanje nacionalcev in republikancev. Večurnim kanonadam in letalskim napadom, ki niso omajali ne enih ne drugih so sledili boji od blizu - za posamezne sobe in nadstropja univerzitetnih institutov. Obe strani so izpričale največjo hrabost. Neka maroška predhodnica je pregnala Durrotijeve anarhiste s prvega trga v mejah Madrida in se nato prebijala po dolgi ulici Calle de princesa naprej kjer je prispela do naslednjega trga kjer pa so jih branilci vse pobili. Govorice o prodoru mavrov so sprožile med miličniki nemir zato je na položaje prispel general Miaja , da bi milici vlil poguma. Bitka za univerzitetno naselje je trajala do 23. novembra. do tega dne je nacionalistični poveljnik Mola zasedel tri četrtine naselja. Prodrl je vse do klinike in bolnišnice Santa Cristina in ostalih inštitutov vendar trga Plaza de la Moncloa ni dosegel. Obe vojski sta bile zdaj izčrpani in sta se ukopali. Na obeh straneh so se zdaj gradile utrdbe. Nacionalisti so uvideli, da bi nadaljnji prodor na tem pordočju morali predrago plačati a tudi republikanci so uvideli kolikšne žrtve bi bile potrebne, če bi hoteli sovražnika potisniti iz njegovih položajev.
Franco je medtem okrepil nacionalistične letalske napade na Madrid. Oficirje nemške legije Condor so zanimale reakcije civilnega prebivalstva na načrtne napade z zažigalnimi bombami , ki so zajemale eno mestno četrt za drugo. Bombandirali so zlasti bolnišnice in druge stavbe katerih razdejanje bi po mnenju oblegovalcev moralo povzročiti paniko. Bombni napadi nacionalistov so se vrstili od 16. do 19. novembra zlasti ponoči in so terjali približno 1000 smrtnih žrtev. Madrid je bil v teh tednih odrezan od zunanjega sveta. general Miaja je le enkrat dobil zvezo z Valencijo in je ob tej priliki zahteval več orožja.
Boji na madridski fronti - 
Dne 13. decembra 1937 so se spet razvneli boji na madridski fonti. Nacionalisti so začeli ofenzivo z namenom, da bi republikance na guadarramskih planinah odrezali od Madrida in sam Madrid obkolili s severa. Nacionalisti so poskušali presekati cesto iz Madrida poti severozahodu. Operacije je vodil general Orgaz novo imenovani nacionalistični poveljnik madridske fonte. general Varela je bil poslej le frontni komandant. Pod njegovo komando je bilo dobrih 17000 pešakov in konjenikov porazdeljenih na štiri mobilne brigade.Kakor običajno so nacionalisti začeli bitko z močno artiljerijsko pipravo. napad se je začel 14. decembra v smei Boadilla del Monte. to je manjši kraj na kastilski planoti, dvajset kilometrov zahodno od madrida. Zvečer je mestece padlo. Heterogenim republikanskim bataljonom na tem odseku je poveljeval major Barcelo, poklicni oficir, ki se je podobno kakor mnogi drugi poklicni vojaki pridružil komunistični stranki zaradi njenje zgledne discipline. V boj so posegli tudi ruski tanki generala Pavlova in obe mednarodni bigadi. Bataljona Thallman in Dobrowski sta nacionaliste vrgla iz Boadille, toda ti so nato mestece obkolili in razvnel se je strašen boj z visokimi izgubami na obeh straneh. Nacionalisti so znova zasedli Boadillo. Nedaleč od Boadille stoji grad vojvode de Sueca. tudi za ta grad se je bil krvavi boj mož poti možu. republikanska civilna gada se je umaknila iz poslopja šele dolgem krvavem boju z velikim številom mrtvih branilcev in napadalcev. Zdaj je bilo tudi nacionalistom dovolj in so ustavili ofenzivo. osvojili so le mestece Boadillo in osem kilometov dlje poti zahodu ležečo vas Villanueva de la Canada. takoj po novem letu 1938 je na madridski fonti spet zavrelo. general Orgaz je vnovič poskusil presekati cesto Madrid - Guadarrama. svoje enote je po utudljivi bitki za Boadillo okrepil s falangisti in novinci, katere so izurili nemški oficirji.

### Bitka za Jaramo
Padec Malage je sovpadel z novo nacionalistično ofenzivo južno od Madrida ob reki Jarami.Nacionalisti so vrgli v boj pet mobilnih brigad, od katerih je bila vsaka večji del sestavljena iz enot afriškega kopusa. Brigadam so poveljevali Garcia Escamez, Saenz de Buruaga, Barron , Ascensio in stari inštuktor karlistov Rada. Napad je podpiralo šest baterij s topovi 155 mm in artilerijska skupina legije Condor. Glavni cilj napada je bil presekati cesto Madrid - Valencija. Bitka je vzplamtela na osemnajst kilometrov široki fronti. Napad se je začel 6 januarja 1937 in je presenetil generala Pozasa komandanta republikanske centralne armade. Napadalci so popolnoma pregazili
prednje oddelke na novo formirane 18. republikanske brigade in na severnem koncu frontnega odseka in osvojili 697 metrov visok hrib Maranosa , kjer sta se dva bataljona republikancev borila do zadnjega moža. Severno od tega griča so nacionalistične enote prodrle do izliva reke Mazanares v Jaramo in s tem je cesta iz Madrida poti Valenciji prišla v domet nacionalističnega orožja. Republikansko obrambo so otežkočale zlasti nekatere nove brigade, ki naj bi sodelovale pri nameravani republikanski ofenzivi , ki so jo republikanci sami pripravljali na tem odseku fronte in so se zdaj zmedeno umikale. 8. februarja je vojaški poveljnik republikancev general Miaja poslal Pozasu v pomoč dve elitni bigadi, Listrovo in Campesinovo. Tudi XI. mednarodna ali Thalmannova brigada je pohitela k reki Jarami. Republikanci so sklenili držati hribe ob desnem bregu Jarame. Da preprečijo nadaljnji prodor, so imeli v rezervi še eno divizijo. A kljub temu so nacionalisti 12 februarja na več mestih prestopili reko Jaramo. Pri naselju Pinduiqe se je skupina Marokancev v temi prikradla k mostu in neslišno poklala stražarje fancoskega bataljona Andre Marty, ki so tam stražarili. Takoj sta se dva polka nacionalistične konjenice pognala čez most na vzhodni breg. Ta most je bil zaminiran in republikanci so zdaj po električni napeljavi vžgali ekspoloziv, toda most je samo malo poskočil in se na istem mestu usedel nazaj tako , da je bil še naprej uporaben. Ob istem času je neka druga nacionalistična enota pod osebnim Barronovim vodstvom prešla Jaramo čez argandski most to je nekaj kilometrov severneje.Do treh popoldne je prešla na vzhodni beg celotna nacionalistična brigada in to kljub hudim republikanskim letalskim napadom. Na vzhodnem bregu Jarame so nacionalisti zadeli ob glavnino bataljona Andre Marty in jo obkolili. Francozi so se borili dokler jim ni zmanjkalo municije. Nato se je poti njim pognala maroška konjenica in večino preživelih pobila. Toda položaje pred Argando je zdaj držal slovanski bataljon Dobrowski a tudi pri pindoškem mostu nadaljnji prodor ni bil mogoč ker je bataljon Garibaldi ukopan na vzpetinah zasipal nacionalistično mostišče s koncentiričnim ognjem. Nekaj kilometrov južneje je nacionalistični polkovnik Asensio ob prvem svitu vdrl v vas San Martin de la Vega, toda zaradi republikanskega ognja se ves dan ni mogel približati mostu čez Jaramo. Šele v varstvu teme je prišel čezenj in to s prav tako zvijačo kot je bila tista v naselju Pindoque. Ponoči je Asensio utrdil mostišče in nasledni dan 12. februarja zavzel vzpetino Pingarron. Prav tam je nato prestopila reko tudi Buruagova bigada, da bi skupaj z Asensijevo udarila proti mestecu Morata de Tajuna. V nadaljnjih bojih so imeli republikanci prvič premoč v zraku. Ruski lovci so prepodili nacionalistične bombnike junkerse z neba. Prvič je v boj posegla tudi XV. mednarodna brigada pod poveljstvom madžarskega polkovnika Gala , ki je združevala prostovoljce iz 22 dežel. 12 februarja sta nacionalistična poveljnika Asensio in Buruaga nadaljevala ofenzivo in glavno težo njunega napada je moral nositi angleški bataljon XV. brigade. Bataljon je sedem ur branil tako imenovani »samomorilski grič« , ki so ga nacionalisti z višjega hriba Pigaron zasipali s topniškim in mitralješkim ognjem. Nacionalisti so vrgli v boj vse svoje rezerve , medtem ko je republikanski poveljnik Lister posegel v boj s svojimi četami levo od angleškega bataljona. Bitka je trajala ves 12 februar. Mednarodne brigade so pretrpele hude izgube saj so izgubile poleg polovice svojega moštva tudi skoraj večino svojih oficirjev. Nekoliko bolj severno je Saenz de Buruaga s svojimi nacionalističnimi četami pritiskal proti cesti Arganda-Colmena, toda nemški in balkanski bataljon iz XI. mednarodne brigade in ruski tankovski oddelek so ga vrgli nazaj k Jarami. Nacionalistično topništvo na hribu Maranosa mu ni moglo nuditi zadostne podpore, saj bi granate padale po lastnih vrstah. 15 febuarja je vrhovno republikansko poveljstvo na jaramski fronti prevzel general Miaja. Vse republikanske enote so združili v 3. armadni korpus. Komandant korpusa je postal polkovnik Burillo, ki ni maral mednarodnih brigad, nepriljubljeni polkovnik Gal pa je bil povišan v generala in je dobil poveljstvo nad divizijo. V razporedu republikanskih sil so štiri mednarodne bigade imele pomembno vlogo s tem ko so držale linijo Argada-Morata. Nacionalistični polkovnik Saenz de Buruaga je s svojimi četami nacionalistov 15. febuarja vnovič prekoračil Jaramo , toda zavzel je le prve vzpetine na vzhodnem bregu, dlje pa ni mogel podreti. Dne 17. februarja je reorganizirana republikanska vojska prešla v protinapad. Ena divizija je odrinila nacionalistične čete polkovnika Barrona od ceste poti Valenciji. Druga prihajajoč iz severa, pa je zahodno od hriba Maranosa prestopila reko Manzanares. Divizija Generala Gala je naskočila najtrši odsek nacionalistične fronte med hribom Pingarron in vasjo San Martin, toda prodor se ni posrečil. Kakor po bitki zahodno od Madrida sta bila tudi zdaj oba nasprotnika preveč močna, da bi morebiten napad tega ali onega zares mogel uspeti. Oba sta se začela vkopavati.
Jaramska bitka je bila končana in spet je bil izid - remi. Republikanci so sicer izgubili petnajst kilometrov širok in prav tako dolg kos sveta , toda cesta proti Valenciji je ostala nedotaknjena. Obe strani sta se šteli za zmagovalca. Republikanci so imeli v tej bitki skupaj z mrtvimi , ranjenimi in pogrešanimi približno 25000 izgub, nacionalisti pa približno 20000.

### Po vojni
Po zmagi nacionalistov in zasuku politike mnogih evropskih držav v desno so se borci mednarodnih brigad v nekatetih državah (posebej v Nemčiji in Franciji) znašli v nemilosti svojih vlad. Udeleženci iz Kanade in ZDA so bili obravnavani kot nezanesljivi, zato jim je bila omejena možnost zaposlitve in služenja v vojski. Mnogi udeleženci iz Švice, Nizozemske in Belgije so bili zaradi kršenja zakona o prepovedi delovanja v tujih oboroženih silah obsojeni na zaporne kazni, ali pa so jim bile celo odvzete državljanske pravice.
Z naraščanjem moči nacistične Nemčije in posledičnim začetkom 2. svetovne vojne so nekatere evropske države omilile politiko proti tem borcem, v mnogih državah pa so veterani mednarodnih brigad zaradi izkušenj iz bojev prispevali k oblikovanju odporniških gibanj. V prvih letih po vojni so bili predvsem v zahodnih državah ti veterani spet pod drobnogledom, saj so bili osumljeni povezave s komunizmom.
Nekateri veterani, ki leta 1938 niso mogli ali želeli zapustiti Španije (predvsem protifašistično usmerjeni borci iz Nemčije in Italije), je takratna republikanska vlada obljubila špansko državljanstvo, kar pa zaradi zmage nacionalistov ni bilo izvedeno. Španska vlada je šele leta 1996 podelila častno državljanstvo preživelim veteranom, istega leta je pravice veteranom mednarodnih brigad priznala tudi Francija.

## Organizacija
Mednarodne brigade so bile organizirane kot klasične pehotne brigade. Osnovna organizacijska vojaška enota so predstavljali bataljoni, ki so bili po navadi organizirani glede na skupno geografsko, narodnostno, zgodovinsko, jezikovno,... povezavo. Na ta način so omogočili boljšo povezavo med prostovoljci in hkrati olajšali linijo poveljevanja, saj so jih po navadi vodili poveljniki iste narodnosti,... Mednarodna brigada je tako imela 3-4 bataljone in dodatne brigadne enote, ki so ji omogočili samostojno delovanje. Bataljoni so bili sestavljeni iz 3 strelskih čet in ene mitralješke čete. Čete so bile sestavljene iz treh vodov s po 40 pripadnikov. Dodatne brigadne enote so bile: komunikacijska četa, inženirska četa in konjeniški eskadron. Pozneje so brigadam dodali še minometno četo in protitankovsko baterijo, nato pa še sanitetno, intendantsko in transportno službo. Vse skupaj je brigada tako imela okoli 3.000 pripadnikov.

## Narodi
V mednarodnih brigadah so se borili pripadniki iz naslednjih 54 držav: Albanija, Andora, Argentina, Avstralija, Avstrija, Belgija, Bolgarija, Bolivija, Brazilija, Češkoslovaška, Čile, Danska, Dominikanska republika, Ekvador, Etiopija, Estonija, Filipini, Finska, Francija, Grčija, Gvatemala, Indija, Indonezija, Iran, Irska, Italija, Japonska, Kraljevina Jugoslavija, Kanada, Ljudska republika Kitajska, Kolumbija, Kuba, Litva, Latvija, Luksemburg, Madžarska, Maroko, Mehika, Nemčija, Nizozemska, Norveška, Palestina, Paragvaj, Peru, Poljska, Portoriko, Romunija, Sovjetska zveza, Švica, Švedska, Turčija, Urugvaj, ZDA in Združeno kraljestvo.
- Američani: 2.274 (K. L. Majdanik); 1.700 (Thomas D. Davis); 2.000 (Milton K. Wells); 2.000 (Stephen O. Fuqua); 2.800 (Edwin Rolfe); 3.000 (Louis Fischer); 3.000 (José Garćia)
- Angleži: 1.806 (K. L. Majdanik); 2.000 (José Garćia)
- Avstrijci: 2.000 (José Garćia)
- Belgijci: 1.701 (K. L. Majdanik)
- Bolgari: 400 (José Garćia)
- Čehi: 1.046 (K. L. Majdanik)
- Francozi: 8.778 (K. L. Majdanik)
- Italijani: 2.908 (K. L. Majdanik); 3.344 (Giamcomo Calandrone); 3.354 (José Garćia)
- Kanadčani: 1.300 (José Garćia)
- Madžari: 1.000
- Nemci: 2.180 (K. L. Majdanik); 3.000 (José Garćia)
- Poljaki: 3.034 (K. L. Majdanik)

## Seznam brigad
Glejte glavni članek Seznam mednarodnih brigad španske državljanske vojne.

## Pripadniki
- George Aitken - (oče Iana Aitkena, ki je postal politični urednik The Guardiana)
- Norman Bethune - kanadski zdravnik
- Willy Brandt - kancler Zahodne Nemčije (1969-1974)
- John Cornford
- Pierre Georges dit Colonel Fabien - francoski odpornik druge svetovne vojne
- David Guest - britanski matematik in filozof
- Ernest Hemingway (uradno v Španiji kot vojni dopisnik, a je sodeloval pri urjenju rekrutov)
- Oliver Law - afroameriški komunist in politični aktivist
- Laurie Lee - angleški pesnik, pisatelj in scenarist
- Luigi Longo - generalni sekratar Komunistične partije Italije (1964-1972)
- André Marty
- George Orwell - je vstopil v POUM
- Abe Osheroff - ameriški politični aktivist in režiser
- Ezekias Papaioannou - poznejši generalni sekretar AKELa
- Henri Rol-Tanguy - vodja francoskega odporniškega gibanja druge svetovne vojne
- Frank Ryan - irski politični aktivist
- Mehmet Shehu - albanski politik
- Stephen Spender - angleški pesnik in pisatelj
- Kléber Stern
- Simone Weil - francoska filozofinja in mistikinja
- Wilhelm Zaisser - vodja Stasija (1950-1953)
- Mate Zalka
- Žikica Jovanović-Španac - srbski komunist in začetnik srbskega odporniškega gibanja druge svetovne vojne